# Kammerakademie Potsdam

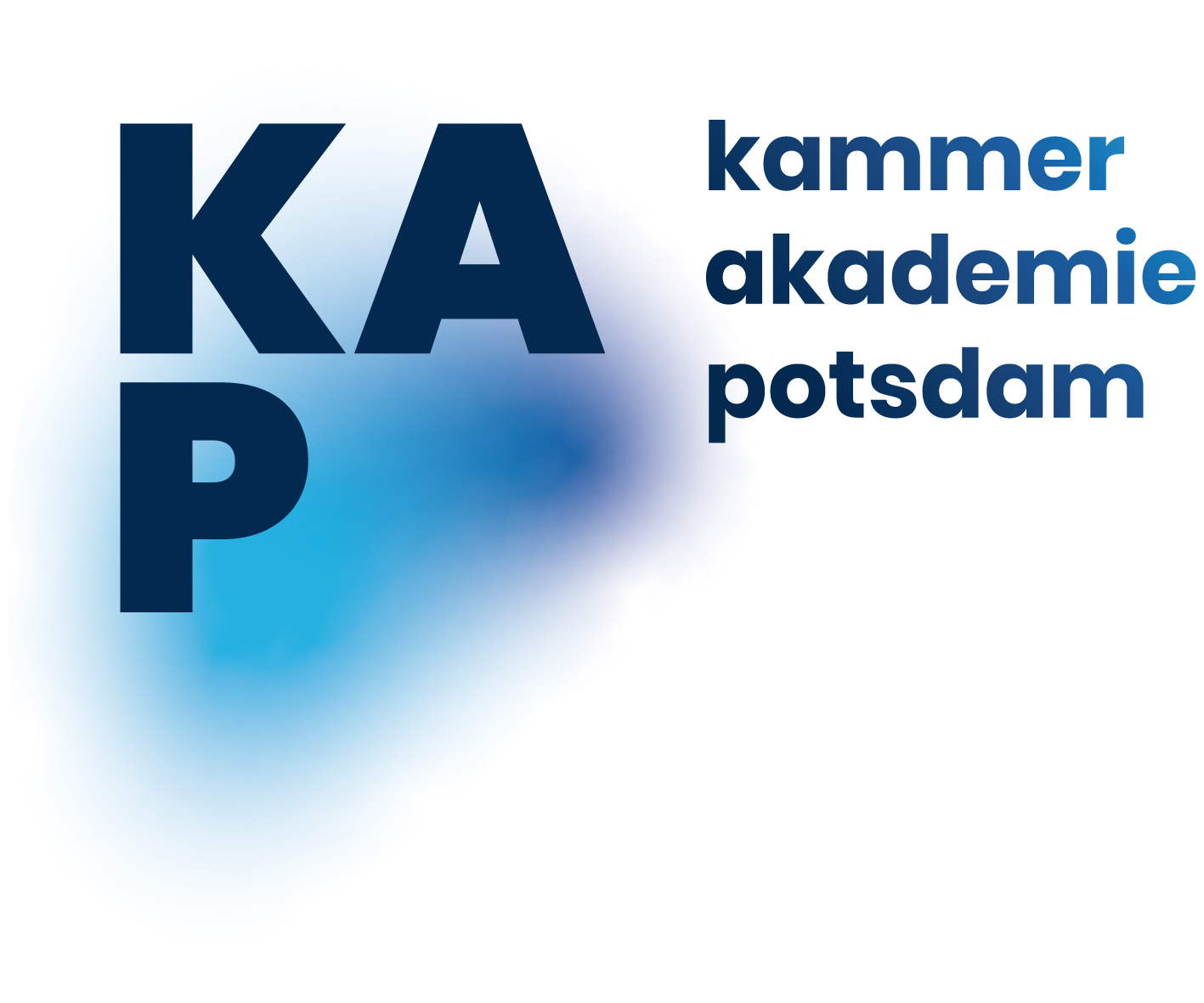
Logo der Kammerakademie Potsdam

Die Kammerakademie Potsdam (KAP) ist ein 2001 gegründetes Kammerorchester mit Sitz in Potsdam. Seit 2010 ist sie unter der Leitung von Chefdirigent Antonello Manacorda. Als Hausorchester des Potsdamer Konzertsaals Nikolaisaal wird sie u. a. vom Land Brandenburg und der Landeshauptstadt Potsdam gefördert.

## Geschichte
Im Jahr 2001 durch den Zusammenschluss des Ensemble Oriol Berlin mit dem Persius Ensemble aus Potsdam entstanden, konnte die Kammerakademie Potsdam bereits auf die Erfahrung des Ensemble Oriol Berlin als Streichorchester ohne Dirigent und auf ein umfangreiches Repertoire vom Barock bis zur Moderne aufbauen, das sich das Ensemble seit seiner Gründung im Jahre 1987 erarbeitet hatte. Mit den Bläsern des Persius Ensembles wurden nicht nur die klanglichen Möglichkeiten, sondern auch das Repertoire erweitert. Mittlerweile reicht die stilistische Vielfalt des Orchesters von der Barockoper auf historischem Instrumentarium über die klassische Sinfonie bis hin zur Uraufführung zeitgenössischer Werke. Die Künstlerische Leitung lag zunächst in den Händen von Peter Rundel. Unter Sergio Azzolini begann 2002 eine deutliche Profilierung auf dem Gebiet des 18. Jahrhunderts, die Andrea Marcon ab 2007 fortsetzte. Michael Sanderling entwickelte die sinfonischen Qualitäten des Orchesters, ab 2006 mit einem Repertoireschwerpunkt auf Beethoven und Schostakowitsch, weiter. Beginnend mit der Spielzeit 2010/2011 wurde Antonello Manacorda Chefdirigent der Kammerakademie Potsdam. Seit der Spielzeit 2025/226 ist Francois Leleux sein Nachfolger. Als Solisten konnten u. a. Julia Fischer, Sol Gabetta, Albrecht Mayer, Katia und Marielle Labèque, Daniel Müller-Schott, Christian Tetzlaff, Daniel Hope, Emmanuel Pahud, Baiba Skride, Christine Schäfer, Christiane Oelze, Thomas Zehetmair, Tabea Zimmermann, Steven Isserlis, Kolja Blacher, Gábor Boldoczki und Reinhold Friedrich gewonnen werden. Als Ensemble auf Originalinstrumenten hat sich die Kammerakademie unter Sergio Azzolini, Konrad Junghänel, Bernhard Forck und Erich Höbarth einen Namen gemacht.
Als „Ensemble / Orchester des Jahres 2015“ wurde die Kammerakademie Potsdam mit dem ECHO Klassik für die Einspielung Franz Schuberts 2. Sinfonie B-Dur D 125 sowie der 4. Sinfonie c-Moll D 417 ausgezeichnet. Noch im selben Jahr komplettierte sie unter der Leitung von Chefdirigent Antonello Manacorda die Einspielung aller Sinfonien Schuberts. Die im Dezember 2015 angefangene Gesamteinspielung aller Sinfonien Felix Mendelssohn Bartholdys wurde mit der Veröffentlichung der Live-Aufnahme Mendelssohns Sinfonie Nr. 2 „Lobgesang“ 2018 abgeschlossen.

## Orchestermitglieder
Der Klangkörper der Kammerakademie Potsdam hatte 2019 35 Mitglieder: 16 Violinisten, 4 Bratschisten, 3 Cellisten, 2 Kontrabassisten, 2 Flötisten, 2 Oboisten, 1 Klarinettist, 2 Fagottisten,1 Hornist, 1 Trompeter sowie 1 Paukist.

## Artist in Residence
Nach Antje Weithaas, Kristian Bezuidenhout, Veronika Eberle, Andreas Ottensamer, Steven Isserlis, Antoine Tamestit, Jörg Widmann, Anna Prohaska und Václav Luks ist Anna Vinnitskaya Artist in Residence der Saison 2023/24.

## Konzerte in Potsdam
Die Kammerakademie Potsdam ist als Hausorchester des Nikolaisaals, dem modernen Konzertsaal der Landeshauptstadt, zu Gast. Im Großen Saal und im Foyer veranstaltet die Kammerakademie verschiedene Konzertreihen: Sinfoniekonzerte, Kammerkonzerte, Konzerte zeitgenössischer Musik in der Reihe KAPmodern sowie Veranstaltungen für Kinder, Jugendliche und Familien. Weitere Spielstätten sind die Friedenskirche im Park Sanssouci, das Schlosstheater im Neuen Palais, das Palais Lichtenau und das Museum Barberini.

## Gastspiele und Tourneen
Regelmäßige Touren beispielsweise durch Spanien (Michael Sanderling, 2009), Deutschland (Avi Avital, 2012), Japan (2016), Europa (2017) und Südamerika (2017) führen die Kammerakademie Potsdam zunehmend vor ein Internationales Publikum. Bei Gastspielen und Tourneen innerhalb Deutschlands konzertierte die Kammerakademie Potsdam bislang u. a. in der Elbphilharmonie Hamburg, der Kölner Philharmonie, bei der Musiktriennale Köln, in der Alte Oper Frankfurt/Main sowie der Liederhalle Stuttgart. Außerdem war das Orchester zu Gast beim Rheingau Musik Festival, den Festspielen Mecklenburg-Vorpommern, den Sommerlichen Musiktagen Hitzacker, den Händel-Festspielen Halle, den Niedersächsischen Musiktagen und den Brühler Schlosskonzerten.

## Potsdamer Winteroper
Seit 2005 produzieren die Kammerakademie Potsdam und das Hans Otto Theater gemeinsam die Potsdamer Winteroper und konnten mit außergewöhnlichen Inszenierungen eine Erfolgsgeschichte schreiben. Während der Renovierung des Schlosstheaters im Neuen Palais ab 2013, fanden die Vorstellungen der Potsdamer Winteroper in der Friedenskirche Sanssouci statt. Die hier begonnene Reihe mit szenischen Oratorienaufführungen bot die einmalige Chance, musikdramatische Werke mit biblischen Themen in besonderer Weise neu zu erschließen.
Die bisherigen Produktionen der Potsdamer Winteroper:
- 2005 Mozart: La clemenza di Tito – Musikalische Leitung: Michael Helmrath, Inszenierung: Uwe Eric Laufenberg
- 2006 Mozart: Così fan tutte – Musikalische Leitung: Konrad Junghänel, Inszenierung: Uwe Eric Laufenberg
- 2007 Rossini: La scala di seta – Musikalische Leitung: Felice Venanzoni, Inszenierung: Caterina Panti-Liberovici
- 2008  Mozart: Die Entführung aus dem Serail – Musikalische Leitung: Konrad Junghänel, Inszenierung: Uwe Eric Laufenberg; Händel: Alcina – Musikalische Leitung: Andrea Marcon, Inszenierung: Ingo Kerkhof
- 2009 Glass: The Fall of the House of Usher – Musikalische Leitung: Michael Sanderling, Inszenierung: Achim Freyer
- 2010 Rossini: La Cenerentola – Musikalische Leitung: Claus Efland, Inszenierung: Nico Rabenald
- 2011 Mozart: Le nozze di Figaro – Musikalische Leitung: Sergio Azzolini, Inszenierung: Andreas Dresen
- 2012 Gluck: Orfeo ed Euridice – Musikalische Leitung: Antonello Manacorda, Inszenierung: Martin Schüler
- 2013 Händel: Jephtha – Musikalische Leitung: Konrad Junghänel, Regie: Lydia Steier
- 2014 Mozart: La Betulia liberata – Musikalische Leitung: Antonello Manacorda, Regie: Jakob Peters-Messer
- 2015 Alessandro Scarlatti: Cain und Abel – Musikalische Leitung: Bernhard Forck, Regie: Andrea Moses
- 2016 Händel: Israel in Egypt – Musikalische Leitung: Konrad Junghänel, Regie: Verena Stoiber
- 2017 Mendelssohn Bartholdy: Elias – Musikalische Leitung: Titus Engel, Regie: Andreas Bode
- 2018 Händel: Theodora – Musikalische Leitung: Konrad Junghänel, Regie: Sabine Hartmannshenn
- 2019 Schubert: Lazarus, Vivier: Lonely Child – Musikalische Leitung: Trever Pinnock, Regie: Frederic Wake-Walker
- 2021 Benjamin Britten: The Rape of Lucretia – Musikalische Leitung: Douglas Boyd, Regie: Isabel Ostermann
- 2022 Domenico Cimarosa: Il matrimonio segreto – Musikalische Leitung: Attilio Cremonesi, Regie: Adriana Altares
- 2023 Judith Weir: Blond Eckbert / Georg Friedrich Händel: Acis und Galatea – Musikalische Leitung: Justin Doyle, Regie: Joe Austin[4]
- 2024 Joseph Haydn: Armida – Musikalische Leitung: Konrad Junghänel, Regie: Björn Reinke[5]

## Bildungsauftrag

### Musikvermittlung
Die Vermittlung von klassischer Musik ist für die Musiker der Kammerakademie Potsdam ein zentrales Anliegen und wird als wesentlicher Bestandteil der künstlerischen Arbeit angesehen. Die Angebotspalette umfasst groß besetzte Orchesterkonzerte, moderierte Kammerkonzerte, Kinderkonzerte zum Mitmachen, interdisziplinäre Workshop-Angebote, spezielle Einführungen, mobile Konzertformate und partizipative Musikprojekte rund um die von der Kammerakademie veranstalteten Musiktheaterprojekte. Viele der Musikvermittlungsformate werden von den Orchestermusikern selbst entwickelt und gemeinsam mit Musikvermittlern und externen Künstlern und Pädagogen realisiert.

### Gesellschaftliche Verantwortung
Ein besonderes gesellschaftliches Engagement verbindet das Orchester mit dem Stadtteil Potsdam-Drewitz, wo ein bundesweites Modellvorhaben für Chancengleichheit, Partizipation, Diversität und Inklusion durch Musik und kulturelle Bildung realisiert wird. Ausgehend vom sog. „Drewitzer Dreiklang“ aus Orchester, Grundschule „Am Priesterweg“ und dem Begegnungszentrum „oskar.“ treffen Kitas, Jugendhilfeeinrichtungen, Sportclubs, das Seniorenheim und lokale Unternehmen in gemeinsamen Musikprojekten, offenen Proben, Konzerten und partizipativen Leuchtturmvorhaben wie „Stadtteil macht OPER!“ aufeinander. Die Initiative der Kammerakademie unterstützt die Entwicklung eines tragfähigen lokalen Netzwerks, das die Bildungs- und Teilhabechancen für sozial benachteiligte Kinder, Jugendliche und Erwachsene im Stadtteil stärkt. Das Programm „Musik schafft Perspektive“ wurde im April 2017 mit dem Sonderpreis „Kultur öffnet Welten“ von Staatsministerin Monika Grütters als Modellprojekt für Kulturelle Bildung mit landesweiter Bedeutung ausgezeichnet.

### KAPcampus
Die Orchesternachwuchs-Akademie KAPcampus wählt unter der künstlerischen Leitung der international renommierten Geigerin Antje Weithaas ihre ersten sechs Stipendiaten aus. Als erstes Orchester des Landes Brandenburg hat die KAP eine Akademie für junge Nachwuchsmusiker eingerichtet, die ein umfassendes zweijähriges Ausbildungsprogramm bietet. Das Programm beinhaltet die praxisnahe Ausbildung der Stipendiaten durch Mitwirkung an Proben und Konzerten des Orchesters sowie den Unterricht in Meisterklassen, Workshops und eigenen Kammermusikprojekten. KAPcampus wird von der Kammerakademie und einer Stiftung des Orchester-Gründers J. Sedemund getragen. Sie soll die dauerhafte Grundlage für die Ausbildung und Förderung von qualifizierten jungen Nachwuchsmusikern schaffen. Mit KAPcampus setzt die Kammerakademie Potsdam konsequent ihre erfolgreiche Nachwuchsarbeit fort und bietet eine neue Bereicherung für das Potsdamer Kulturleben.

## Diskographie
- Johann Sebastian Bach: Fagottkonzerte des 20. Jahrhunderts, Fagott und Leitung: Sergio Azzolini, Capriccio 2005
- Joseph Haydn: Konzert für Violoncello und Orchester Nr. 1 & 2. Violoncello: Nicolas Altstaedt, Leitung: Michael Sanderling, Genuin classics 2009
- Johann Sebastian Bach: Rediscovered Wind Concertos, Fagott: Sergio Azzolini (Weltersteinspielung), SONY Classical 2009
- Dmitri Schostakowitsch: Kammersinfonien und 2 Stücke für Streichoktett, Dirigent: Michael Sanderling, SONY Classical 2009
- Folia – Konzerte für Viola, Viola: Nils Mönkemeyer, SONY Classical 2010
- FlötenKönig, Friedrich der Große – eine Widmung, Flöte: Emmanuel Pahud, Cembalo und Leitung: Trevor Pinnock, EMI 2011
- Bach: Konzerte für Mandoline, Mandoline: Avi Avital, Deutsche Grammophon 2012
- Schubert: Sinfonien Nr. 3 & 7 „Unvollendete“, Leitung: Antonello Manacorda, SONY Classical 2012
- Symphonic Klezmer, David Orlowsky Trio, SONY Classical 2013
- Schubert: Sinfonien Nr. 5 & 6, Leitung: Antonello Manacorda, SONY Classical 2013
- Schubert: Sinfonien Nr. 2 & 4, Leitung: Antonello Manacorda, SONY Classical 2014
- Maximilian Hornung: Cello Concertos, Cello: Maximilian Hornung, Leitung: Antonello Manacorda, SONY Classical 2015
- Albrecht Mayer: Lost and Found – Konzerte für Oboe und Englischhorn aus Mozarts Zeit, Leitung: Albrecht Mayer, Deutsche Grammophon, 2015
- Schubert: Sinfonie Nr. 1 & Andante aus Sinfonie Nr. 10, Leitung: Antonello Manacorda, SONY Classical 2015
- Franz Schubert: The Symphonies, Leitung: Antonello Manacorda, SONY Classical 2015
- Felix Mendelssohn Bartholdy: Sinfonie Nr. 4 „Italienische“ & Sinfonie Nr. 1, Leitung: Antonello Manacorda, SONY Classical 2016
- CPE Bach: Flötenkonzerte: Flöte: Emmanuel Pahud, Leitung: Trevor Pinnock, Warner Classics 2016
- Felix Mendelssohn Bartholdy: Sinfonie Nr. 3 „Schottische“ & Nr. 5 „Reformation“, Leitung: Antonello Manacorda, SONY Classical 2017
- Andreas Ottensamer: New Era, Klarinette und Leitung: Andreas Ottensamer, Englischhorn: Albrecht Mayer, Flöte: Emmanuel Pahud, DECCA 2017
- Felix Mendelssohn Bartholdy: Sinfonie Nr. 2 „Lobgesang“, Sopran: Maria Bengtsson & Johann Winkel, Tenor: Pavol Breslik, NDR Chor, Leitung: Antonello Manacorda, SONY Classical 2018
- Johann Sebastian Bach: Concertos for Piano: E. Koroliov, A. Vinnitskaya, L. Hadzi-Georgieva, Alpha Classics 2019

## Auszeichnungen
- 2012: Berliner Bär
- 2015: ECHO Klassik als Ensemble / Orchester des Jahres[9]
- 2017: BKM-Sonderpreis „Kultur öffnet Welten“ für das Projekt „Musik schafft Perspektive“[7]
- 2022: Opus Klassik – Ensemble / Orchester des Jahres[10]